# Act+Fast防窒息训练器

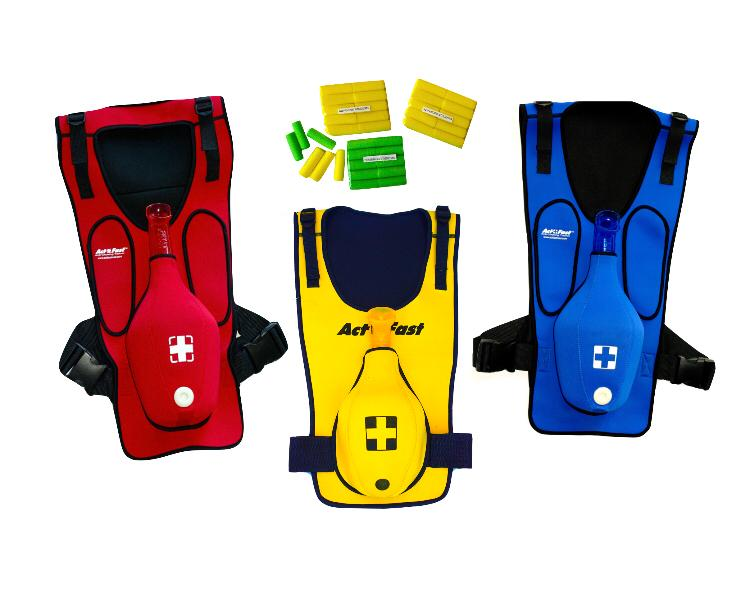
Act+Fast防窒息训练器

Act+Fast防窒息训练器，也称为“窒息救援训练背心”，是一款模拟设备，由总部位于加利福尼亚州的 Act+Fast LLC 公司生产。它有助于练习窒息救援技术，主要用于基本气道管理，教授窒息救援方案、腹部推压法（海姆立克急救法）和背部拍打法。防窒息训练器在内华达州拉斯维加斯 2008 年紧急医疗服务博览会上展出。

## 起源
2008 年，麻醉师蒂莫西·亚当斯自愿帮助培训童子军，获得急救功绩徽章。在培训期间，亚当斯博士演示海姆立克急救法的方式有限，因此他用手术室用品制作了一个动手教学设备。根据这一经验，Act+Fast防窒息训练器应运而生。 随后在全球心肺复苏课程、医院、和学校中实施。

## 手术

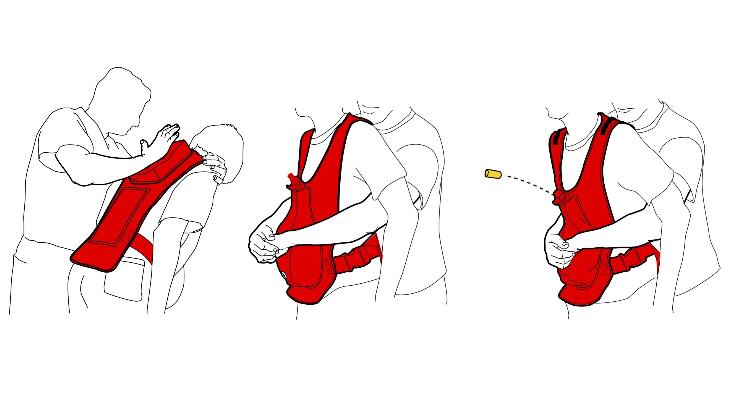
Act+Fast快速防窒息训练器正在运行。

防窒息训练器像背心一样穿戴，可以模拟阻塞的缓解。背心套在使用者的头上，两侧各有一个带扣。背心前面有一个氯丁橡胶口袋，里面有一个塑料气囊，位于使用者的肚脐和胸腔之间的区域。 气囊的顶部是一个刚性气道，其开口向上指向远离使用者的面部。将泡沫塞放入气道以模拟异物气道阻塞（ FBAO )。当执行正确的技术时，泡沫塞会被发射到空中，并立即提供反馈。防窒息训练器还配备了泡沫背垫，方便拍背，这是英国复苏委员会推荐的。防窒息训练器可以让用户练习欧洲复苏委员会、国家安全委员会和世界各地国际红十字会和红新月会运动的窒息救援协议。

## 接待和认可
防窒息训练器通过全球经销商销售，可供学校、消防部门、救援团体和心肺复苏培训课程使用。
2009 年，Act+Fast防窒息训练器在第 27 届年度 EMS Today 上被《急诊医学杂志》(Journal of Emergency Medicine)评为 30 种最具创新性的产品之一。

## 也可以看看
- 窒息的急救处理
- 腹部冲击